# Institut dominicain d’études orientales
Das Institut dominicain d’études orientales (Akronym Idéo, arabisch معهد الدراسات الشرقية للآباء الدومنكيين, DMG Maʿhad ad-Dirāsāt aš-Šarqiyya li-l-Ābāʾ ad-Dūmnikiyyīn) ist ein von Dominikanern betriebenes Institut zur Erforschung des Islam und der arabischen Kultur. Es wurde 1953 gegründet und hat seinen Sitz in Kairo. 

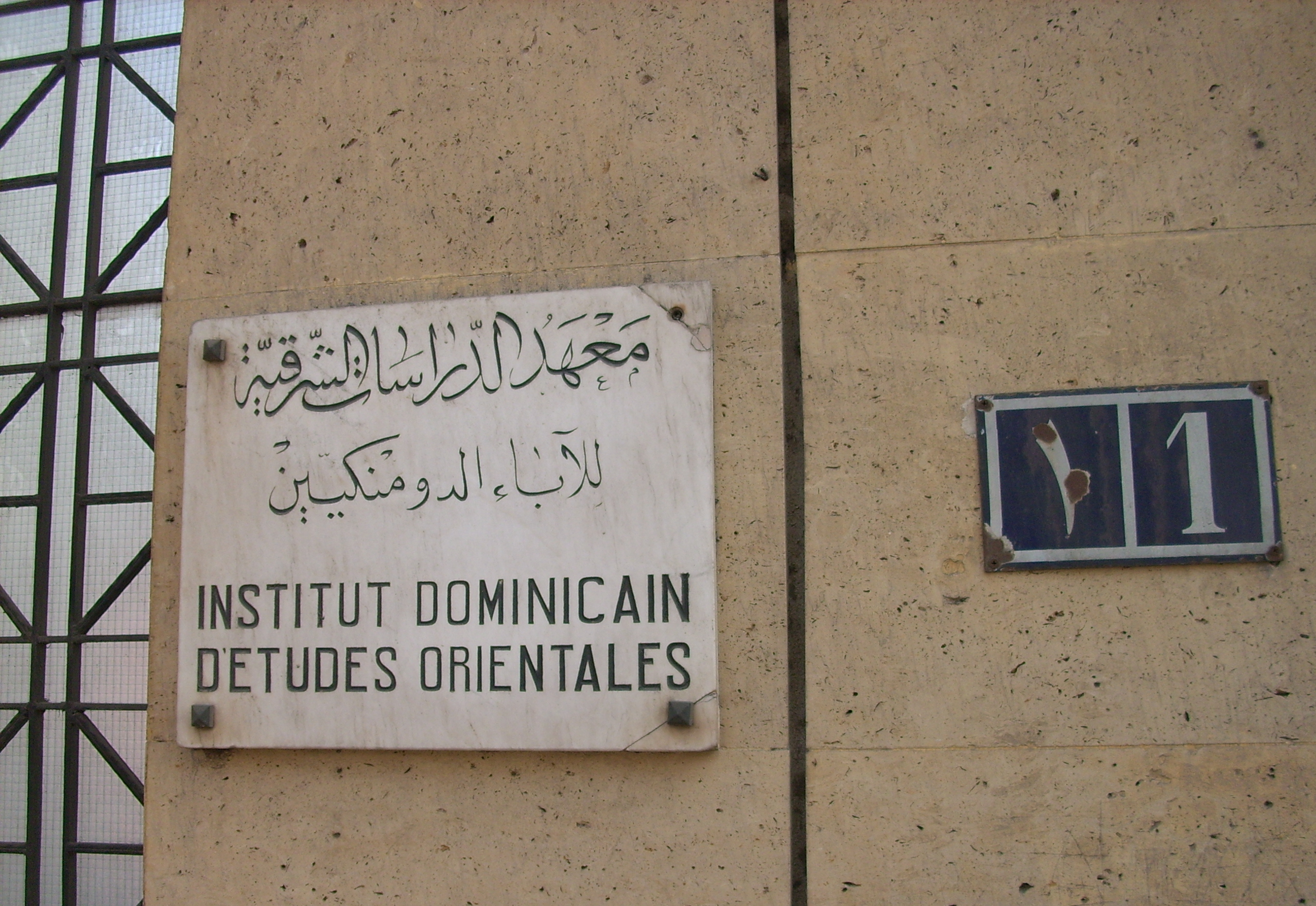
IDEO, Kairo

## Geschichte
Das IDEO wurde 1953 gegründet. Erste Überlegungen dazu gab es bereits 1937. Auf Anregung von Kardinal Tisserant, dem damaligen Sekretär der Kongregation für die orientalischen Kirchen, beauftragte der Heilige Stuhl den Orden der Dominikaner damit, ein Institut für Islamstudien zu gründen. Die Dominikaner Georges Anawati,  Serge de Beaurecueil und Jacques Jomier bildeten eine Arbeitsgruppe zur Gründung eines solchen, die sich jedoch zu diesem Zeitpunkt aufgrund der internationalen Lage nicht verwirklichen ließ. Ägypten erschien wegen seiner kulturellen Ausstrahlung und seines Prestiges in der arabischen Welt und insbesondere wegen der al-Azhar-Universität und ihrer intellektuellen Bedeutung für den sunnitischen Islam  als das geeignetste Land, um ein solches Institut zu gründen. So wurde der 1928 von Antonin Jaussen gegründete Dominikanerkonvent l'Abbassiah schließlich zum Sitz des IDEO.

## Das Idéo heute

### Forschung
Das Ideo ist heute vor allem ein Forschungszentrum, das sich mit einem gemeinsamen Gegenstand beschäftigt, den Originaltexten der ersten zehn Jahrhunderte des Islam. Diese Spannbreite erlaubt verschiedene Spezialisierungen. Mehrere Mitglieder des Instituts lehren an ausländischen Universitäten und alle veröffentlichen in wissenschaftlichen Zeitschriften. Sie liefern auch Beiträge zur Zeitschrift des Instituts, den Mélanges de l'Institut dominicain d'études orientales (Midéo). Jede Nummer bringt neue Arbeiten zur Kenntnis sowie ein kritisches Bulletin arabischer Texte.

### Die Bibliothek
Die Bibliothek ist mit mehr als 150.000 Bänden und zahlreichen Zeitschriften ausgestattet und deckt damit den gesamten Bereich der Disziplinen der Islamwissenschaft ab: die arabische Sprache, der Koran, die Exegese, die Theologie, Recht und Rechtsprechung, Geschichte, Philosophie, Sufismus, Naturwissenschaften und so weiter. Die Lesesäle, die Regale und die Räume der Angestellten sind heute in einem neuen, 2002 eröffneten Gebäude untergebracht. Zur Erstellung eines Katalogs verwenden die Angestellten entsprechende Programme, die auch die arabische Sprache verarbeiten können. Die Bibliothek hat heute eine weltweite Reputation.

### Der interreligiöse Dialog und die Einführung in den Islam
Über seine wissenschaftliche und akademische Tätigkeit hinaus spielt das Idéo auch eine Rolle als Gesprächspartner im interreligiösen Dialog. In Ägypten organisiert das Institut jährliche Sommerseminare zur Einführung junger Dominikaner in den Islam. Gleiches gilt für die jungen Dominikaner in Frankreich, wo die Veranstaltungen vor allem in Lille stattfinden. Zu den religiösen Autoritäten in Kairo und im Nahen Osten, zu denen das Institut Beziehungen unterhält, zählen die al-Azhar-Universität und die Koptische Kirche.